# یک شب مهتابی
یک شب مهتابی کتابی از سرور کتبی با تصویرگری غزاله بیگدلو است که در سال ۱۳۹۴ از سوی نشر شباویز منتشر و در سال ۲۰۱۵ در فهرست کلاغ سفید قرار گرفت.